# Бахтинов, Борис Петрович
Борис Петрович Ба́хтинов (1904 — ?) — советский хозяйственный, государственный и политический деятель.

## Биография
Родился в 1904 году. Член ВКП(б).
С 1921 года — на хозяйственной, общественной и политической работе. В 1921—1966 годы — рабочий, чертежник на Нижне-Уфалейском металлургическом заводе, участник строительства, инженер, начальник цеха, заведующий лабораторией ОМД ЦНИИ чёрной металлургии на Магнитогорском металлургическом комбинате.
Умер после 1966 года.

## Признание
- Сталинская премия второй степени (1943) — за коренное усовершенствование технологии производства сложных профилей проката, обеспечившее увеличение выпуска военной продукции